# Ruellia patula
Ruellia patula är en akantusväxtart som beskrevs av Nikolaus Joseph von Jacquin. Ruellia patula ingår i släktet Ruellia och familjen akantusväxter. Inga underarter finns listade i Catalogue of Life.